# Tiazidă

Benzotiadiazina, compusul cel mai simplu din categoria tiazidelor

Clorotiazida, primul medicament tiazidic

Tiazidele (/ˈθaɪəzaɪd/) reprezintă o clasă de compuși organici heterociclici cu sulf și azot folosiți ca și diuretici, de obicei în tratamentul hipertensiunii arteriale și al edemelor (cauzate de insuficiența cardiacă, insuficiența hepatică și insuficiența renală).